# ملعب الباسل (حمص)
ملعب الباسل، ملعب سوري يقع في مدينة حمص. يستخدم حاليا لتدريبات أندية كرة القدم في حمص.
تبلغ سعة ملعب 22000 متفرج، تمت إعادة تهيئة الملعب عام 2016 حيث تم تجديد أرضية الملعب وصيانة المرفقات.